# Sankt Martin am Tennengebirge
Sankt Martin am Tennengebirge är en ort och kommun i Österrike. Den ligger i distriktet Sankt Johann im Pongau i förbundslandet Salzburg, 240 km väster om huvudstaden Wien. 
Kommunen består av två orter (Ortschaften) (inom parentes invånarantal 1 januari 2024):
- Lammertal (560)
- Sankt Martin am Tennengebirge (1 221)